# 허리케인 마리아

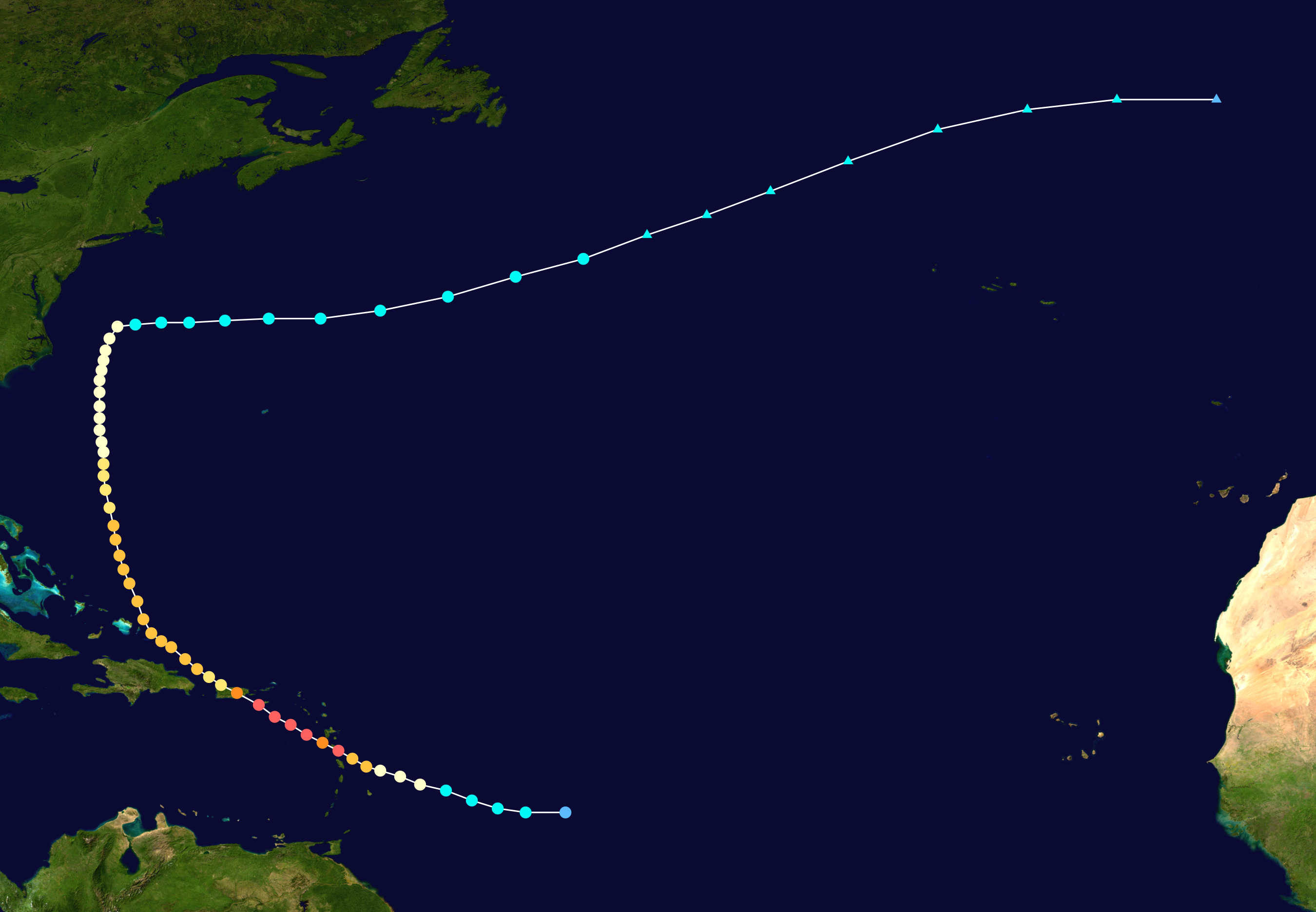
허리케인 마리아의 이동경로

허리케인 마리아(영어: Hurricane Maria)는 푸에르토리코에 상륙한 카테고리 5등급에 속하는 열대성 저기압 허리케인으로 노스캐롤라이나와 중부 대서양의 일부 지역을 강타하였다.

## 같이 보기
- 2017년 북대서양 허리케인